# Лопирьонок Максим Іванович
Макси́м Іва́нович Лопирьо́нок (нар. 13 квітня 1995) — український футболіст, центральний захисник футбольного клубу «Чорноморець».

## Життєпис

### Ранні роки
Вихованець дніпровських УФК та ДЮСШ «Дніпра», де його тренерами були Володимир Геращенко та Костянтин Павлюченко. З 2008 по 2012 рік провів у чемпіонаті ДЮФЛ 65 матчів, забивши 8 голів.
25 липня 2012 року дебютував у юнацькій (U-19) команді дніпровців у виїзному поєдинку проти донецького «Металурга». За молодіжну (U-21) команду дебютував 6 жовтня того ж року в домашньому матчі з київським «Динамо». У складі команди U-21 двічі ставав бронзовим призером чемпіонату в сезонах 2013/14 та 2015/16 і один раз переможцем турніру в сезоні 2014/15.

### Клубна кар'єра
26 жовтня 2016 року дебютував в основному складі «Дніпра» у виїзній кубковій грі проти чернігівської «Десни», вийшовши у стартовому складі, а вже 30 жовтня того ж року дебютував у Прем'єр-лізі у виїзній зустрічі проти кам'янської «Сталі», знову вийшовши у стартовому складі.

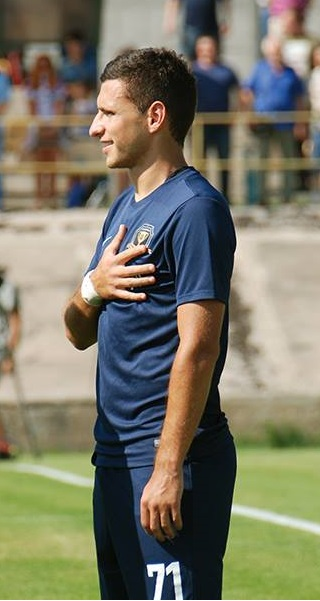
Максим у складі СК «Дніпро-1»

У наступному сезоні виступав за щойно створений СК «Дніпро-1», який виступав у Другій лізі, здобувши срібні нагороди турніру і отримавши право виступати в Першій лізі. Через рік виграв із дніпрянами золоті нагороди Першої ліги, вийшовши із командою до еліти українського футболу. За три сезони у футболці  «Дніпра-1» провів за команду 91 гру у всіх турнірах, в яких відзначився трьома забитими м'ячами. 
У серпні 2020 року перейшов на правах оренди до складу новачка Прем'єр-ліги «Минаю». У сезоні 2020/21 провів за закарпатський клуб 20 матчів в рамках УПЛ. 
У липні 2021 року підписав контракт із друголіговим черкаським ЛНЗ. Разом із командою пройшов шлях від Другої ліги до УПЛ. В лютому 2024 року підписав контракт із першоліговим футбольним клубом «Буковина», в якому перед стартом весняної частини сезону був обраний капітаном команди.

### Збірна
19 жовтня 2010 року зіграв 1 матч у складі юнацької збірної України U-16.

## Досягнення
«Дніпро-1»
- Переможець Першої ліги України: 2018/19
- Срібний призер Другої ліги України: 2017/18
- Півфіналіст кубка України (2): 2017/18, 2018/19

«ЛНЗ»
- Бронзовий призер Першої ліги України: 2022/23

«Буковина»
- Півфіналіст кубка України: 2024/25

## Статистика
Статистичні дані наведено станом на 1 липня 2025 року
| Клуб       | Ліга          | Сезон   | Чемпіонат | Чемпіонат | Кубок | Кубок | U-21 | U-21 | U-19 | U-19 |
| Клуб       | Ліга          | Сезон   | Ігри      | Голи      | Ігри  | Голи  | Ігри | Голи | Ігри | Голи |
| ---------- | ------------- | ------- | --------- | --------- | ----- | ----- | ---- | ---- | ---- | ---- |
| «Дніпро»   | Прем'єр-ліга  | 2012/13 |           |           |       |       | 17   | 0    | 15   | 0    |
| «Дніпро»   | Прем'єр-ліга  | 2013/14 |           |           |       |       | 20   | 0    | 1    | 0    |
| «Дніпро»   | Прем'єр-ліга  | 2014/15 |           |           |       |       | 22   | 0    |      |      |
| «Дніпро»   | Прем'єр-ліга  | 2015/16 |           |           |       |       | 17   | 0    |      |      |
| «Дніпро»   | Прем'єр-ліга  | 2016/17 | 20        | 0         | 3     | 0     | 1    | 0    |      |      |
| Загалом    | Загалом       | Загалом | 20        | 0         | 3     | 0     | 77   | 0    | 16   | 0    |
| «Дніпро-1» | Друга ліга    | 2017/18 | 33        | 1         | 6     | 0     | —    | —    | —    | —    |
| «Дніпро-1» | Перша ліга    | 2018/19 | 23        | 2         | 4     | 0     | —    | —    | —    | —    |
| «Дніпро-1» | Прем'єр-ліга  | 2019/20 | 24        | 0         | 1     | 0     | —    | —    | —    | —    |
| Загалом    | Загалом       | Загалом | 80        | 3         | 11    | 0     | —    | —    | —    | —    |
| «Минай»    | Прем'єр-ліга  | 2020/21 | 20        | 0         | 1     | 0     | —    | —    | —    | —    |
| Загалом    | Загалом       | Загалом | 20        | 0         | 1     | 0     | —    | —    | —    | —    |
| ЛНЗ        | Друга ліга    | 2021/22 | 14        | 1         | 4     | 0     | —    | —    | —    | —    |
| ЛНЗ        | Перша ліга    | 2022/23 | 19        | 1         | —     | —     | —    | —    | —    | —    |
| ЛНЗ        | УПЛ (Плей-оф) | 2022/23 | 1         | 0         | —     | —     | —    | —    | —    | —    |
| ЛНЗ        | Прем'єр-ліга  | 2023/24 | 9         | 0         | 1     | 0     | —    | —    | —    | —    |
| Загалом    | Загалом       | Загалом | 43        | 2         | 5     | 0     | —    | —    | —    | —    |
| «Буковина» | Перша ліга    | 2023/24 | 10        | 0         | —     | —     | —    | —    | —    | —    |
| «Буковина» | Перша ліга    | 2024/25 | 7         | 0         | 5     | 0     | —    | —    | —    | —    |
| Загалом    | Загалом       | Загалом | 17        | 0         | 5     | 0     | —    | —    | —    | —    |

| - Прем'єр-ліга: 73 матчі; - Кубок: 25 матчів; - Плей-оф (стикові поєдинки): 1 матч; - Перша ліга: 59 матчів - 3 голи; | - Друга ліга: 47 матчів - 2 голи; - U-21: 77 матчів; - U-19: 16 матчів; - Загалом: 298 матчів - 5 голів. |